# Fayetteville
Fayetteville je město v okresu Washington County ve státě Arkansas ve Spojených státech amerických. Pojmenováno bylo po městu Fayetteville ve státě Tennessee, ze kterého přišli osadníci, kteří Fayetteville v Arkansasu v 1. polovině 19. století založili.
K roku 2020 zde žilo 93 949 obyvatel. S celkovou rozlohou 145 km² byla hustota zalidnění 666 obyvatel na km². Město se nachází nedaleko Bostonských hor. Ve městě sídlí Univerzita v Arkansasu.